# SN 2010kf
SN 2010kf – supernowa typu Ia odkryta 28 listopada 2010 roku w galaktyce CGCG391-14. W momencie odkrycia miała maksymalną jasność 17,50m.